# Fundació Ons Erfdeel
La Fundació Ons Erfdeel (neerlandès per ‘el nostre heretatge’) és una institució cultural belgoneerlandesa, creada el 1970. Promou la llengua i la cultura neerlandeses. Té la seu a Rekkem a la província de Flandes Occidental en un lloc simbòlic que toca la frontera francesa, a mig camí entre París i Amsterdam.
Aspira, entre d'altres, millorar el coneixement mutu entre els històrics territoris de parla neerlandesa, que pel tractat dels Pirineus (1659), la separació de les Set Províncies Unides dels Països Baixos espanyols al segle xvii i la revolució belga (1830) van quedar dispersos en tres estats (França, Bèlgica i Països Baixos). Amb el temps, malgrat la llengua comuna, van divergir culturalment i políticament.

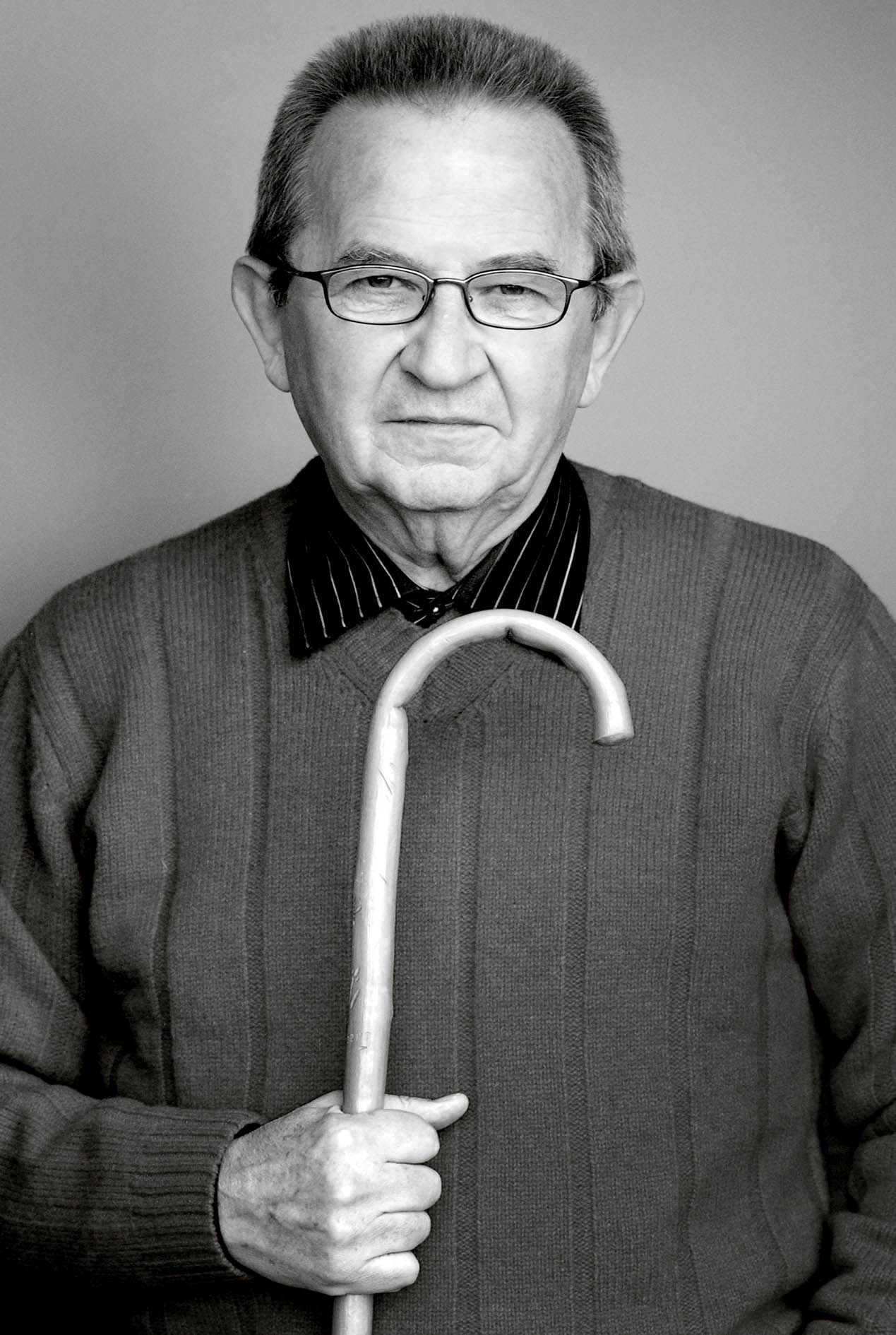
Jozef Deleu, fundador

El 1957 tres estudiants belgues, Jozef Deleu, Jozef Declercq i Jan Delrue van crear la revista Ons Erdeel. El 1970 van crear l'associació sense ànim de lucre per assegurar la permanència de les activitats i desenvolupar l'editorial. El 2020 es va reanomenar la revista de lage landen («els països jussans» sense majúscules). Des de 1972 publica en francès la revista bianual Septentrion, revue de culture néerlandaise cada vegada amb un tema monogràfic sobre l'art, la cultura, la història o la llengua neerlandesa. S'ha adonat de la utilitat de crear relacions de bons veïns, i els més propers són els francòfons, amb qui la relació durant el primer segle després de 1830, sovint va ser conflictual, i també entre Flandes i els Països Baixos, com va dir l'escriptor Ludo Simons el 1999, «dos pobles separats per la mateixa llengua».
El 2009 el fundador Jozef Deleu va rebre, junts amb l'escriptor Jeroen Brouwers, el «Premi a la col·laboració cultural entre Flandes i els Països Baixos». Entrevistat en aquesta ocasió va dir: «No em puc imaginar una activitat cultural que es limita a Flandes. El territori de parla neerlandesa és tan petit. Si el divideixes, serà encara més petit.»

## Publicacions destacades
- de lage landen (fins 2019 Ons Erfdeel), revista trimestral
- Septentrion, revista bianual en francès

A més de revistes, publica llibres, anuaris, com ara The Low Countries: Arts and society in Flanders and the Netherlands, i monografies. El 1995 va publicar El neerlandès: la llengua de vint milions de neerlandesos i flamencs, que a més de la versió catalana, existeix en una quinzena de llengües i que explica a un públic foraster la història de la llengua neerlandesa. Des de 2020 va modernitzar la presència al web en crear tres webs amb blocs i articles en línia en neerlandès, francès i anglès. El 2021 va publicar «una història dels països jussans». ‘Jussà’ en el sentit de baix, per evitar la confusió amb Països Baixos, el nom de l'estat, que només n'és una part. És el resultat d'un encàrrec a tres historiadors, un flamenc i dos neerlandesos d'escriure'l en evitar d'ignorar la història comuna amb els veïns i de fer l'estudi sense el tradicional biaix nacionalista de la historiografia de banda a banda de la frontera belgo-neerlandesa.